# William Ruckelshaus

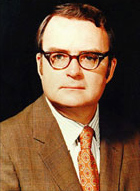
William Ruckelshaus

William Doyle Ruckelshaus (* 24. Juli 1932 in Indianapolis, Indiana; † 27. November 2019 in Seattle, Washington) war ein US-amerikanischer Jurist, Politiker und Manager. Er war sowohl Administrator der Environmental Protection Agency (EPA) als auch amtierender Direktor des Federal Bureau of Investigation (FBI).

## Leben

### Frühes Leben, Studium und Abgeordneter
Nach dem Besuch der Portsmouth Priory School leistete er zwischen 1953 und 1955 seinen Militärdienst in der US Army. Anschließend studierte er an der Princeton University und erwarb dort 1957 einen Bachelor of Arts (B.A.). Ein anschließendes Postgraduiertenstudium der Rechtswissenschaften an der Law School der Harvard University schloss er 1960 mit einem Bachelor of Laws (LL.B.) ab. Nach seiner Zulassung zum Rechtsanwalt im Bundesstaat Indiana war er einige Jahre als Anwalt tätig.
Im Jahr 1960 heiratete Ruckelshaus Ellen Urban, die im folgenden Jahr an Komplikationen nach der Geburt ihrer Zwillingstöchter starb. 1962 heiratete er erneut Jill Strickland, mit der er drei Kinder hatte. Jill Ruckelshaus diente als Kommissarin für die  United States Commission on Civil Rights.
1967 wurde er als Vertreter der Republikanischen Partei zum Mitglied des Repräsentantenhauses von Indiana gewählt und gehörte diesem für eine Wahlperiode bis 1969 an.

### Regierung Nixon und Watergate-Affäre
1969 trat er in den Regierungsdienst und war zunächst im Justizministerium als Assistent des Attorney General tätig. 1970 wurde er zum ersten Administrator der am 2. Dezember 1970 gegründeten Umweltschutzbehörde Environmental Protection Agency (EPA) ernannt und bekleidete dieses Amt bis 1973. Gleich zu Beginn seiner Amtszeit rief er das Federal Clean Car Incentive Program, welches amerikanische Studien für ein Elektro-Hybridfahrzeug umzusetzen versuchte, ins Leben. Allerdings kam es nach späterer Kritik zur Beendigung dieses Programms.
Anschließend war er für kurze Zeit amtierender Direktor (Acting Director) des FBI, nachdem der für die Ernennung zum Direktor vorgesehene amtierende Direktor Patrick Gray zurückgetreten war.
Anschließend wurde er als Deputy US General Attorney Vertreter von Justizminister Elliot L. Richardson, während Clarence M. Kelley neuer FBI-Direktor wurde. In dieser Funktion spielte er neben Richardson eine entscheidende Rolle während der sogenannten Watergate-Affäre. Als US-Präsident Richard Nixon Richardson im Oktober 1973 anwies, den Sonderermittler in der Watergate-Affäre, Archibald Cox, zu entlassen, weigerte Richardson sich und trat stattdessen am 20. Oktober 1973 von seinem Ministeramt zurück. Ruckelshaus verweigerte dem Präsidenten ebenfalls die Gefolgschaft und trat von seinem Amt zurück. Der in der Hierarchie des Justizministeriums an dritter Stelle stehende Solicitor General Robert Bork wollte sein Amt ebenfalls zur Verfügung stellen, wurde jedoch von Richardson davon überzeugt, die ordnungsgemäße Leitung des Justizministeriums sicherzustellen. Bork wurde daraufhin in dem von der Presse als „Saturday Night Massacre“ bezeichneten Wechsel an der Spitze des Department of Justice zum amtierenden Attorney General ernannt und entließ daraufhin Sonderermittler Cox.

### Tätigkeiten in der Privatwirtschaft
Nach seinem Ausscheiden aus dem Regierungsdienst war er zunächst wieder als Rechtsanwalt tätig und wechselte danach von 1976 bis 1983 in die Privatwirtschaft als Vizepräsident (Senior Vicepresident) des großen internationalen Forstwirtschaftkonzerns Weyerhaeuser. 1983 kehrte Ruckelshaus während der Präsidentschaft von Ronald Reagan in den Regierungsdienst zurück und war erneut bis 1985 Administrator der EPA.
Danach war er erneut zunächst Rechtsanwalt und gründete 1987 die Anwaltskanzlei William D. Ruckelshaus Associates. Darüber hinaus war er erneut in der Privatwirtschaft tätig und zunächst zwischen 1988 und 1995 Chief Executive Officer (CEO) sowie später Vorsitzender (Chairman) des Board of Directors von Browning-Ferries Industries, einem Unternehmen der Abfallwirtschaft, das 1999 an Allied Waste Industries verkauft wurde. Zwischen 1989 und 2005 war er auch wiederum Mitglied des Board of Directors von Weyerhaeuser. Daneben gehörte er zeitweise den Vorständen von Cummins Engine, Monsanto und Nordstrom.
Ruckelshaus war darüber hinaus in mehreren gesellschaftlichen und politischen Institutionen und Organisationen engagiert und war unter anderem Vorstandsmitglied des Council on Foreign Relations, des American Council for Capital Formation, des American Paper Institute, des Center for Gloval Development sowie des National Council for Science and the Environment . Neben einer weiteren Tätigkeit als ehemaliger Vorsitzender des World Resources Institute war er auch Kurator (Trustee) von Americans for Generational Equity sowie des Urban Institute. 1992 wurde Ruckelshaus in die American Academy of Arts and Sciences gewählt. 2015 bekam er von Präsident Barack Obama die Presidential Medal of Freedom verliehen.